# Le Rabbin de Bacharach
Le Rabbin de Bacharach (titre original : Der Rabbi von Bacharach) est un roman de Heinrich Heine publié en 1840.

## Résumé
L'histoire commence lors d'un repas du seder dans la petite communauté juive de Bacharach. Les chrétiens viennent cacher sous la table du rabbin le cadavre d'un enfant mort dans le but de faire accuser les juifs de meurtre rituel.
Le rabbin comprend la supercherie et est obligé de fuir avec sa femme.

## Contexte
La genèse de ce roman est liée au contexte antisémite de l'Affaire de Damas.